# Pilibhit

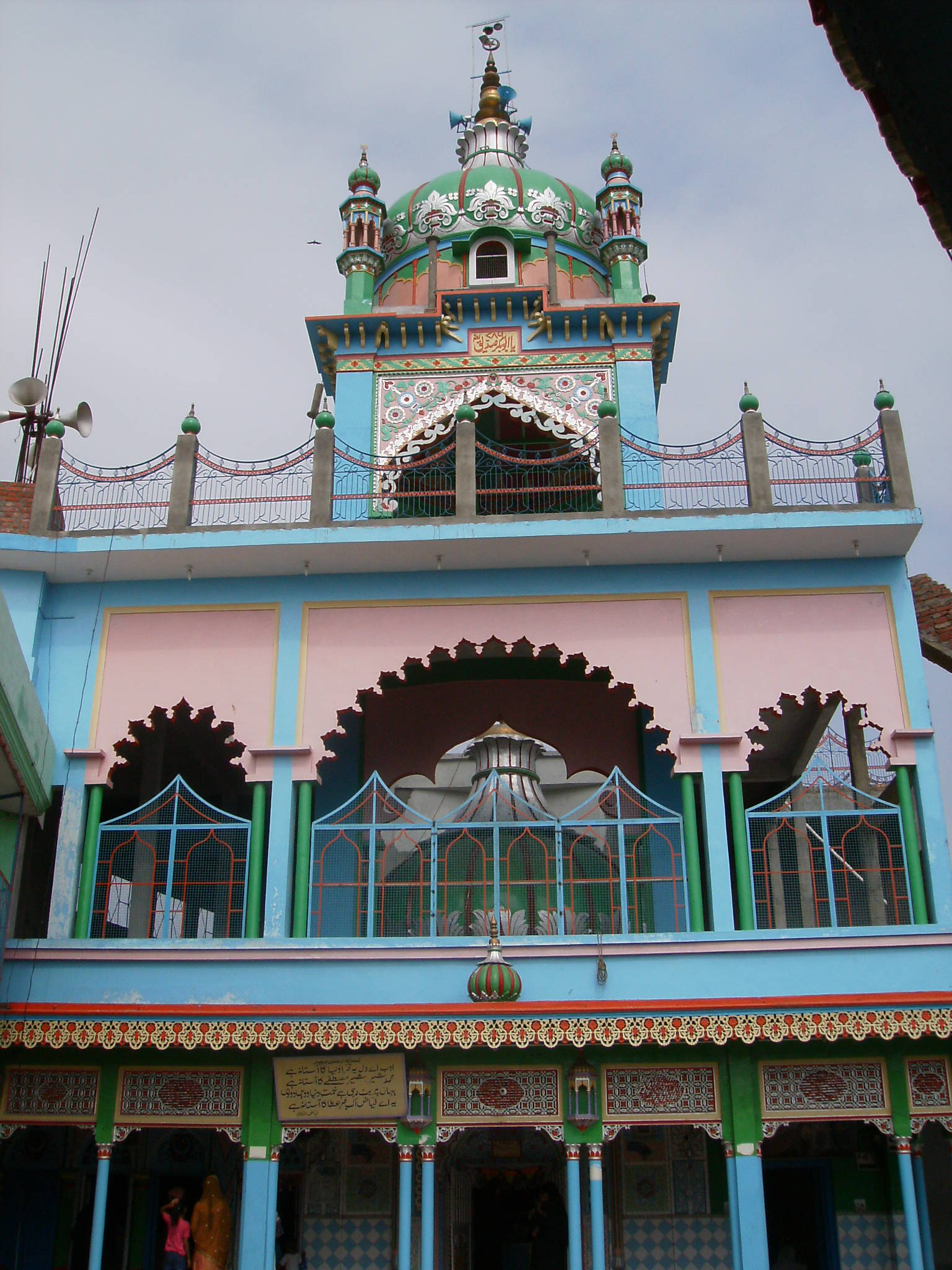
Shahji Miyan Dargah a Pilibhit

Pilibhit (hindi: पीलीभीत, urdú: پیلی بھیت, antiga Hafizabad) és una ciutat i municipalitat a Uttar Pradesh, capital del districte de Pilibhit a la divisió de Bareilly a la regió del Rohilkhand. El municipi té 68.76 km² i la població al cens del 2001 era de 162.625 habitants. La població el 1901 era de 33.490 habitants. El nom deriva de Periya, un títol del clan banjara, i bhit, valla o muralla.

## Història
Apareix a la història només al segle xviii després del 1754 quan Hafiz Rahmat Khan el cap rohilla la va escollir com a residència i la va anomenar Hafizabad. El 1763 hi va construir la muralla reforçada el 1769. A la mort d'Hafiz el 1774 va entrar en decadència sota governs dels nawabs d'Oudh i des de 1801 dels britànics. Fou capital del districte de North Bareilly del 1833 al 1842 però després només ho fou de subdivisió dins el districte de Bareilly. El 1857 va caure en mans del rebel nawab de Bareilly i el governador va fugir a Nainital. El 1865 es va formar la municipalitat. Posteriorment, a partir del 1871 s'han produït a la ciutat periòdics enfrontaments entre hindús i musulmans.

## Clima
| Temperatures i precipitacions mitjanes de Pilibhit, Uttar Pradesh, Índia | Temperatures i precipitacions mitjanes de Pilibhit, Uttar Pradesh, Índia | Temperatures i precipitacions mitjanes de Pilibhit, Uttar Pradesh, Índia | Temperatures i precipitacions mitjanes de Pilibhit, Uttar Pradesh, Índia | Temperatures i precipitacions mitjanes de Pilibhit, Uttar Pradesh, Índia | Temperatures i precipitacions mitjanes de Pilibhit, Uttar Pradesh, Índia | Temperatures i precipitacions mitjanes de Pilibhit, Uttar Pradesh, Índia | Temperatures i precipitacions mitjanes de Pilibhit, Uttar Pradesh, Índia | Temperatures i precipitacions mitjanes de Pilibhit, Uttar Pradesh, Índia | Temperatures i precipitacions mitjanes de Pilibhit, Uttar Pradesh, Índia | Temperatures i precipitacions mitjanes de Pilibhit, Uttar Pradesh, Índia | Temperatures i precipitacions mitjanes de Pilibhit, Uttar Pradesh, Índia | Temperatures i precipitacions mitjanes de Pilibhit, Uttar Pradesh, Índia | Temperatures i precipitacions mitjanes de Pilibhit, Uttar Pradesh, Índia |
| Mes                                                                      | Gen                                                                      | Feb                                                                      | Mar                                                                      | Abr                                                                      | Mai                                                                      | Jun                                                                      | Jul                                                                      | Ago                                                                      | Set                                                                      | Oct                                                                      | Nov                                                                      | Des                                                                      |                                                                          |
| ------------------------------------------------------------------------ | ------------------------------------------------------------------------ | ------------------------------------------------------------------------ | ------------------------------------------------------------------------ | ------------------------------------------------------------------------ | ------------------------------------------------------------------------ | ------------------------------------------------------------------------ | ------------------------------------------------------------------------ | ------------------------------------------------------------------------ | ------------------------------------------------------------------------ | ------------------------------------------------------------------------ | ------------------------------------------------------------------------ | ------------------------------------------------------------------------ | ------------------------------------------------------------------------ |
| Mitjana més altes °C                                                     | 14                                                                       | 19                                                                       | 21                                                                       | 36                                                                       | 40                                                                       | 42                                                                       | 40                                                                       | 36                                                                       | 34                                                                       | 29                                                                       | 20                                                                       | 11                                                                       |                                                                          |
| Mitjana més baixes °C                                                    | 4                                                                        | 10                                                                       | 13                                                                       | 23                                                                       | 31                                                                       | 34                                                                       | 32                                                                       | 27                                                                       | 24                                                                       | 20                                                                       | 13                                                                       | 6                                                                        |                                                                          |
| Precipitació mm                                                          | 7.6                                                                      | 22.9                                                                     | 30.5                                                                     | 45.7                                                                     | 81.3                                                                     | 121.9                                                                    | 132.1                                                                    | 139.7                                                                    | 109.2                                                                    | 30.5                                                                     | 22.9                                                                     | 12.7                                                                     |                                                                          |
| Average high °F                                                          | 57                                                                       | 66                                                                       | 70                                                                       | 97                                                                       | 104                                                                      | 108                                                                      | 104                                                                      | 97                                                                       | 93                                                                       | 84                                                                       | 68                                                                       | 52                                                                       |                                                                          |
| Average low °F                                                           | 39                                                                       | 50                                                                       | 55                                                                       | 73                                                                       | 88                                                                       | 93                                                                       | 90                                                                       | 81                                                                       | 75                                                                       | 68                                                                       | 55                                                                       | 43                                                                       |                                                                          |
| Rainfall inches                                                          | 0.3                                                                      | 0.9                                                                      | 1.2                                                                      | 1.8                                                                      | 3.2                                                                      | 4.8                                                                      | 5.2                                                                      | 5.5                                                                      | 4.3                                                                      | 1.2                                                                      | 0.9                                                                      | 0.5                                                                      |                                                                          |
| Font: www.wunderground.com 2009-02-04                                    |                                                                          |                                                                          |                                                                          |                                                                          |                                                                          |                                                                          |                                                                          |                                                                          |                                                                          |                                                                          |                                                                          |                                                                          |                                                                          |

## Llocs interessants
- Vella Pilibhit (hindi पुराना पीलीभीत)
- Jama Masjid (hindi जामा मस्जिद)

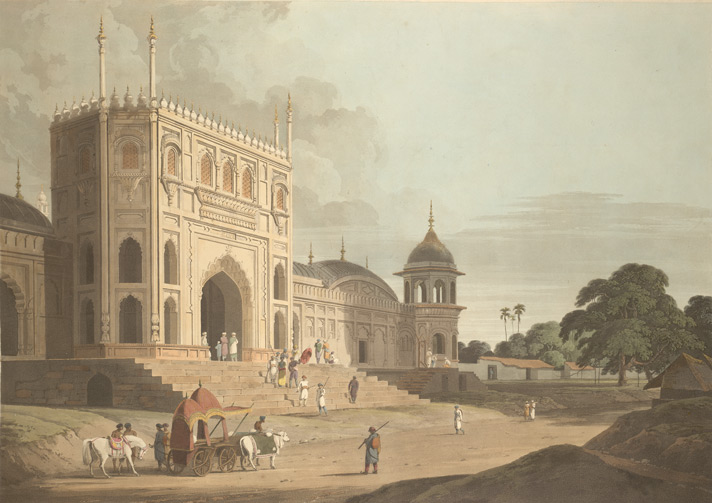
Pintura de la Jama Masjid de Pilibhit 1780

- Dargah-e-Shahji Miyan (hindi शाहजी मियां की दरगाह)
- Temple Gauri Shankar (hindi गौरी शंकर मन्दिर)
- Raja Venu Ka Tila (hindi राजा वेणु का टीला)
- Temple Jaisantri Devi (hindi जयसंतरी देवी मन्दिर)
- Temple Ardhanarishwer (hindi अर्धनारीश्वर मन्दिर)
- Chuka Beach (hindi चूका घाट)
- Drumand Government Inter College (hindi ड्रमंड राजकीय इंटर कॉलेज परिसर)
- Raja ji Temple (hindi: राजा जी का मन्दिर)
- Chhathavi Padshahi Gurudwara (hindi छठवी पादशाही गुरुद्वारा)
- Gomat Taal (hindi गोमत ताल)
- Devha-Ghaghra Sangum (hindi देवहा-घाघरा संगम)

## Galeria

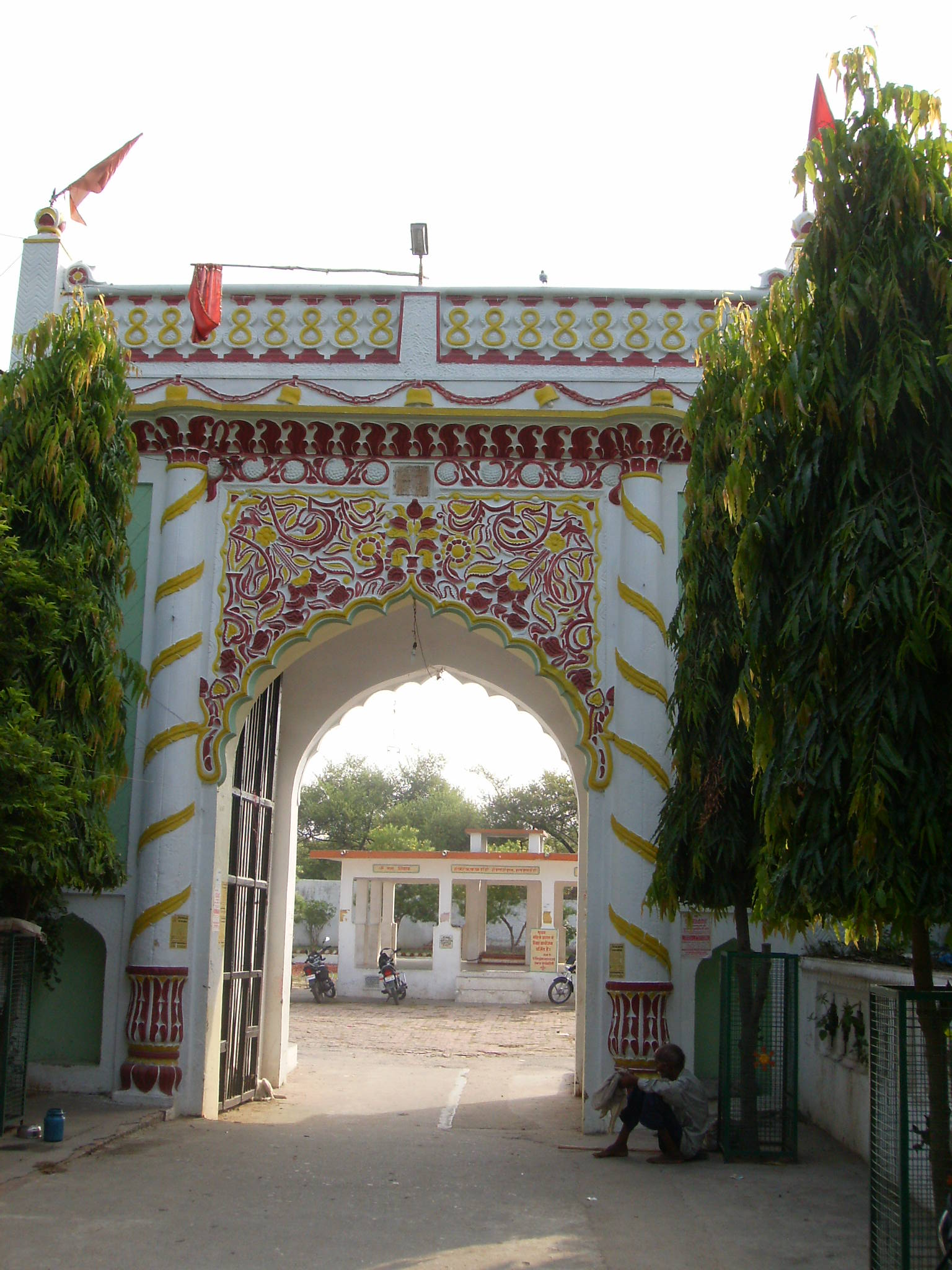
Porta del temple de Sri Gauri Shankar aPilibhit
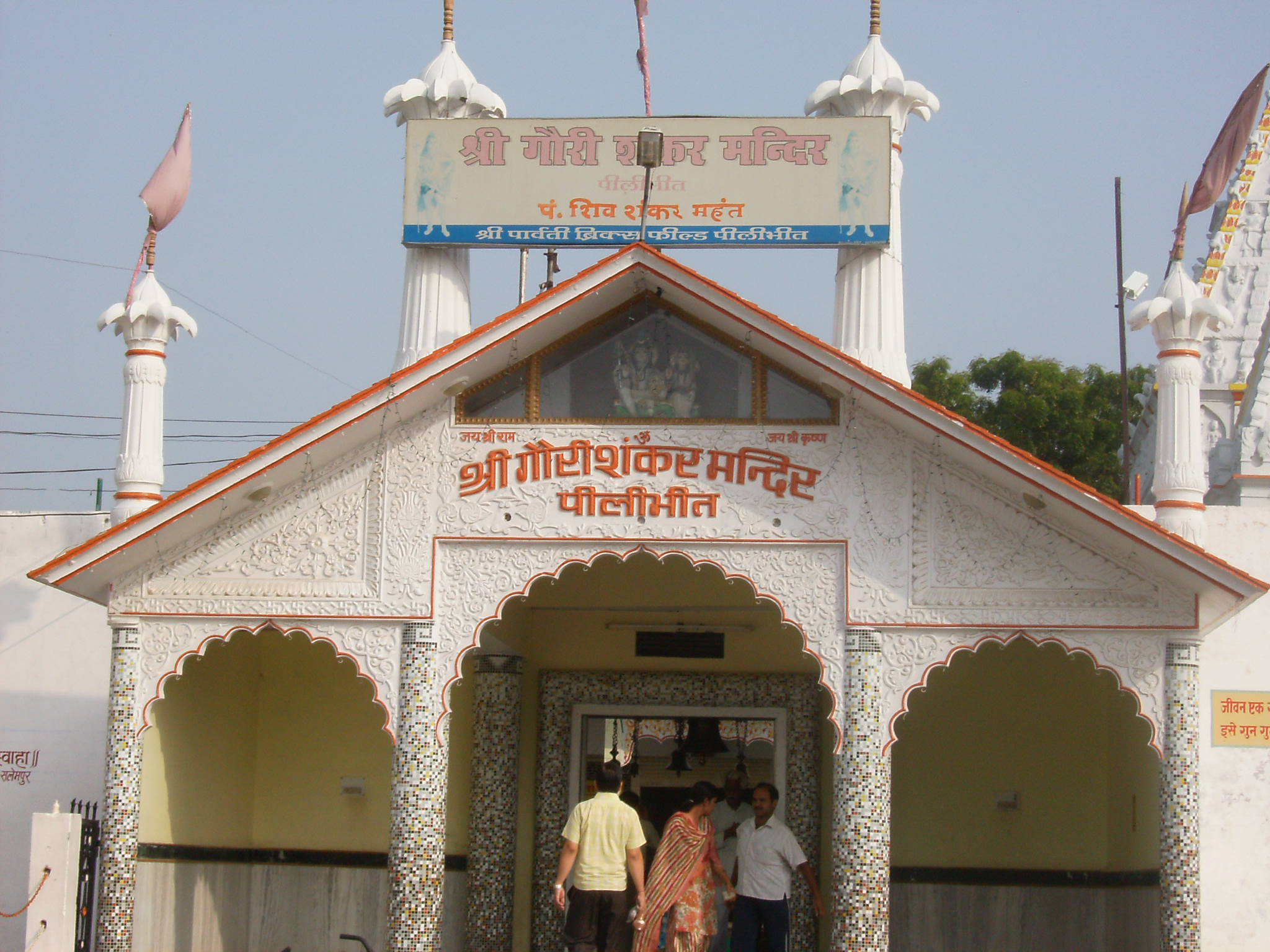
Porta principal del temple Sri Gauri Shankar a Pilibhit
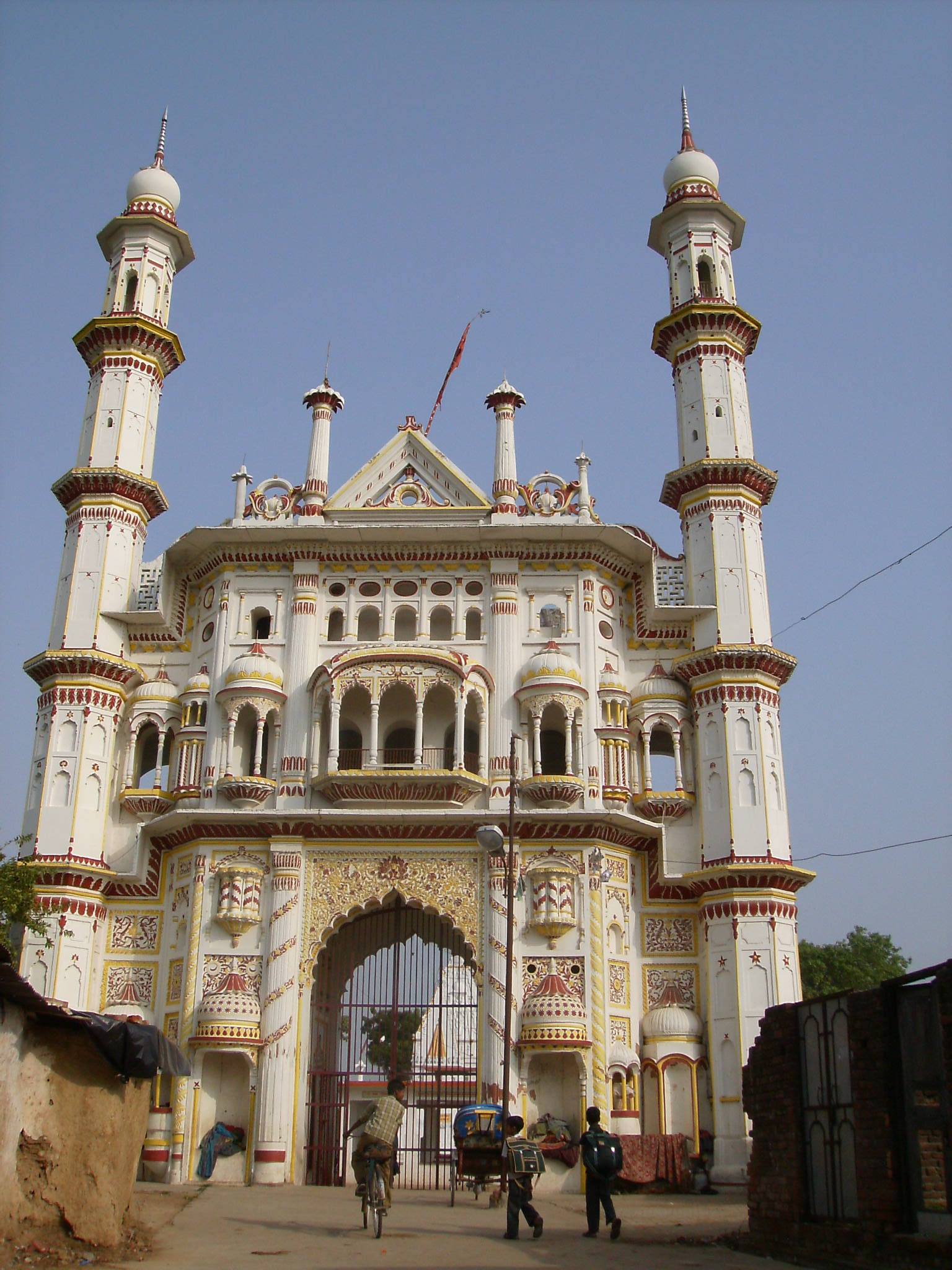
Entrada del temple Sri Gauri Shankar a Pilibhit
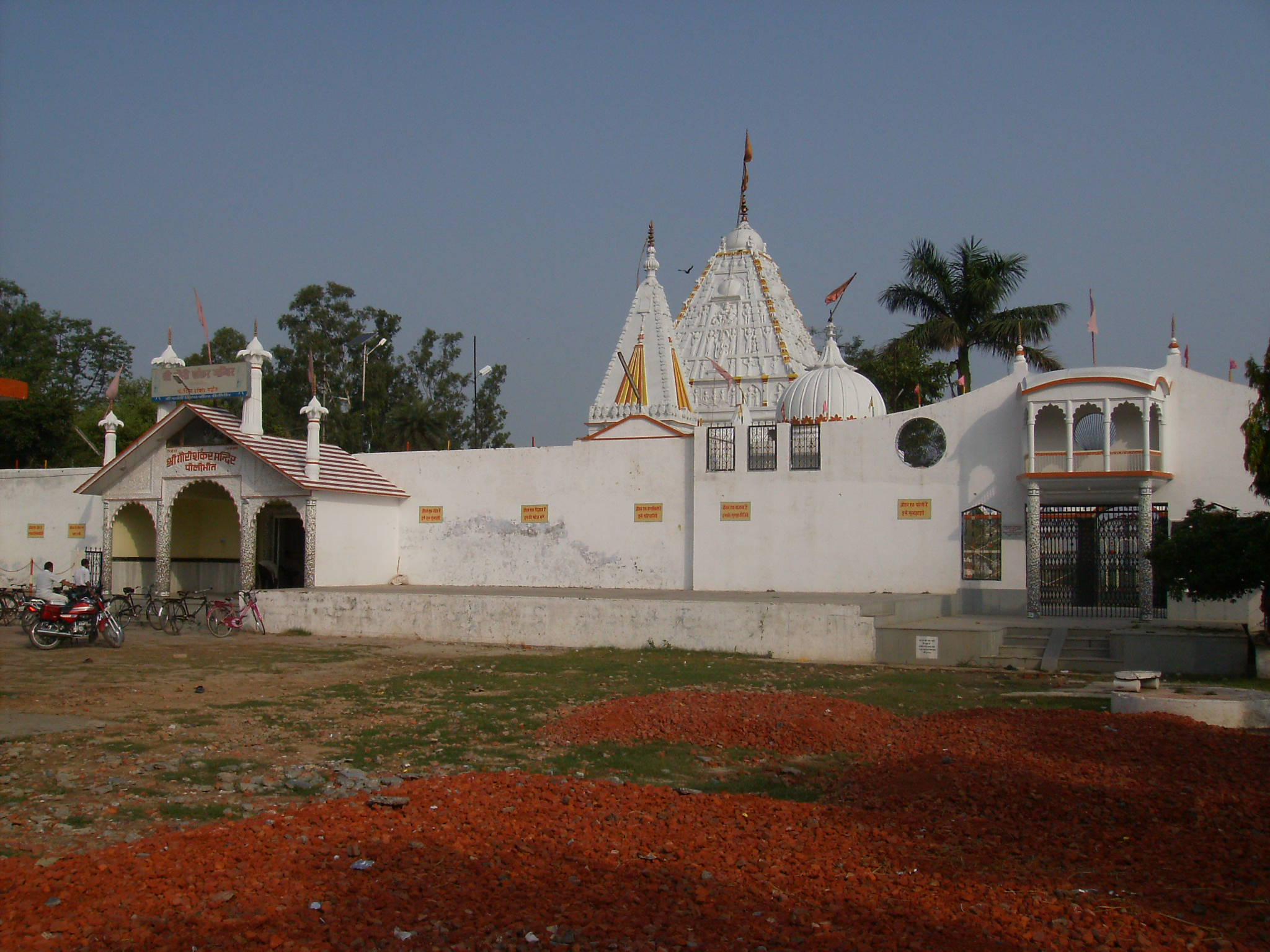
Complex del temple Sri Gauri Shankar a Pilibhit
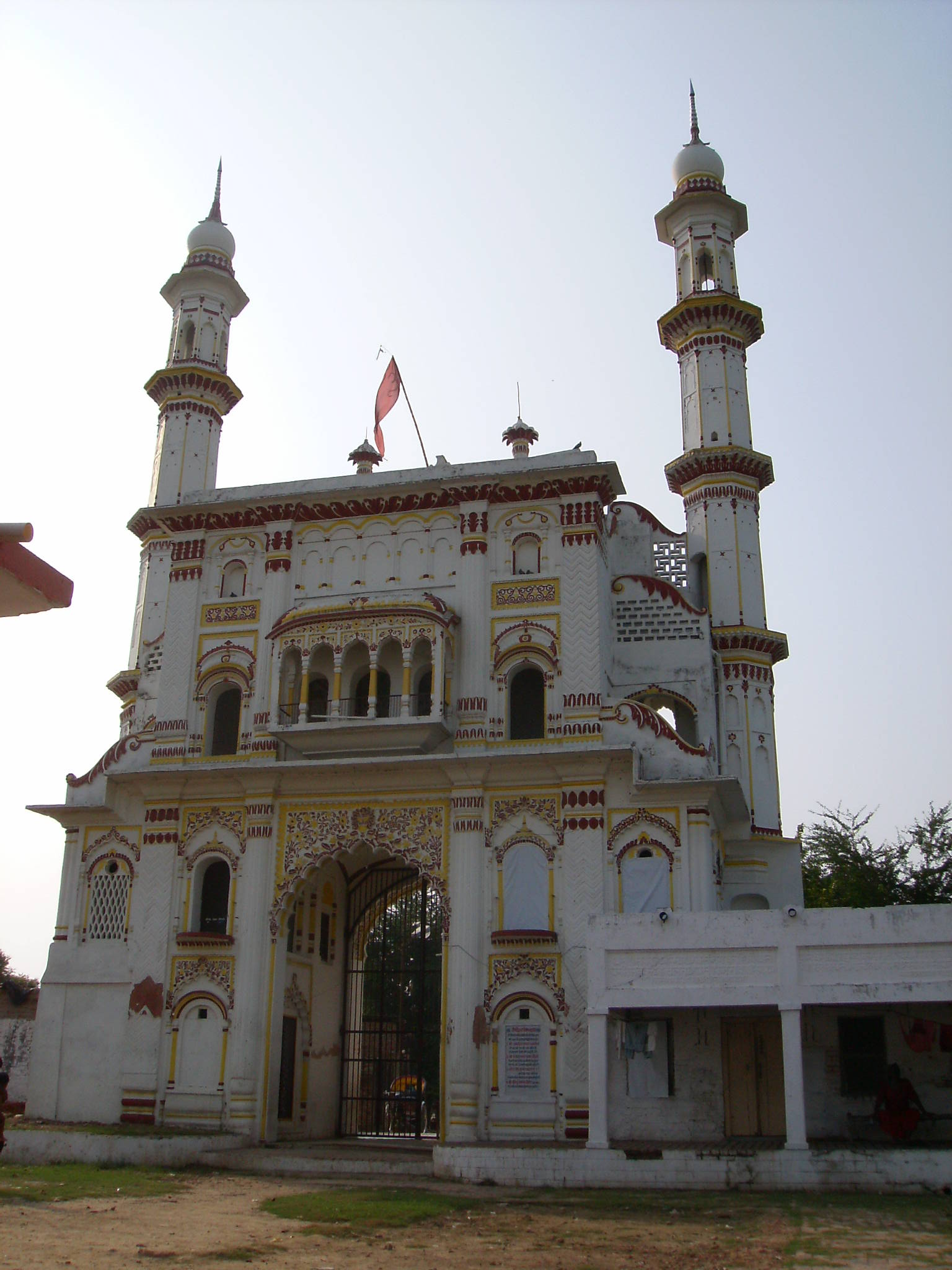
Entrada del temple Sri Gauri Shankar a Pilibhit
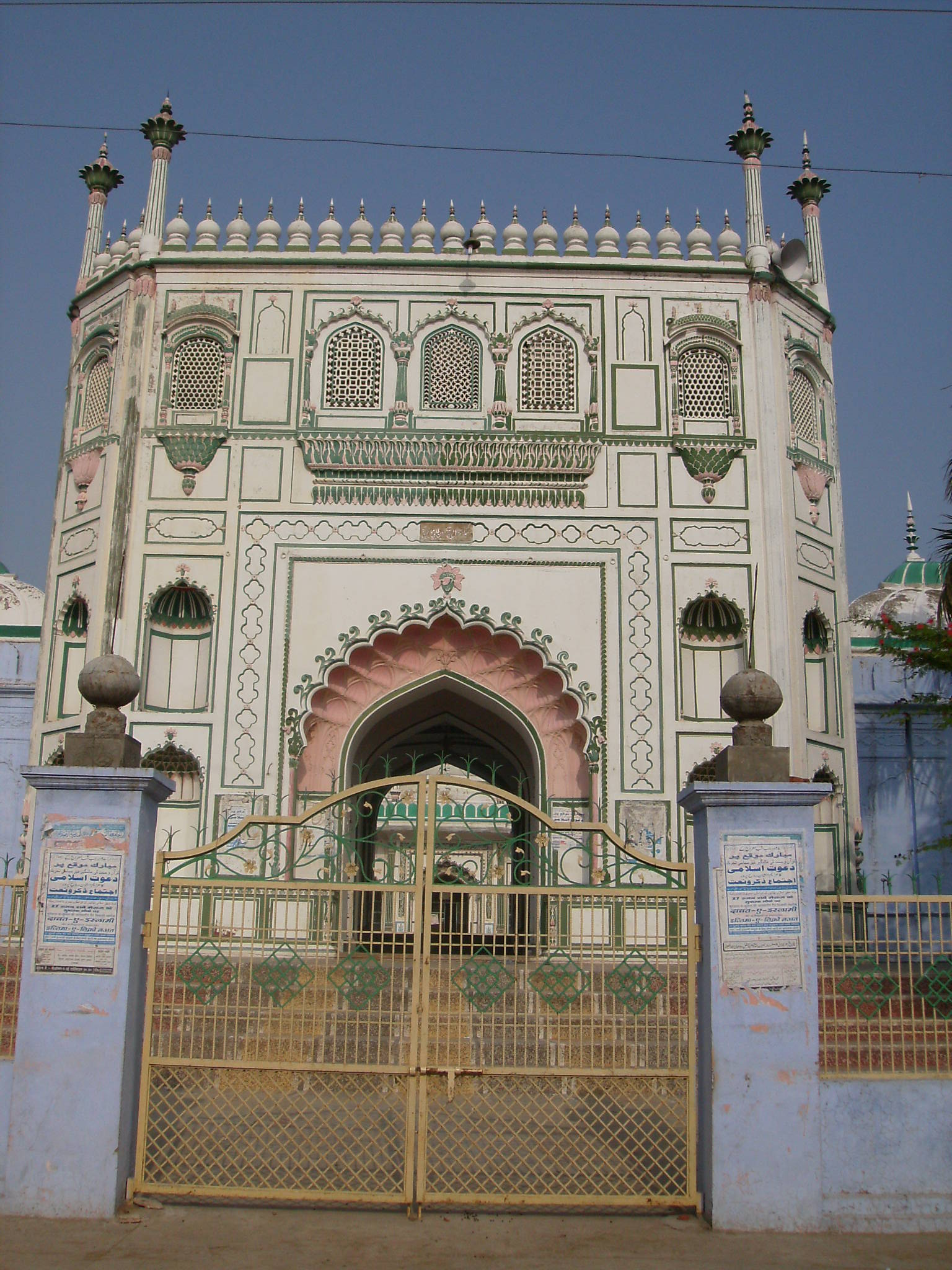
Jamia Masjid, entrada principal
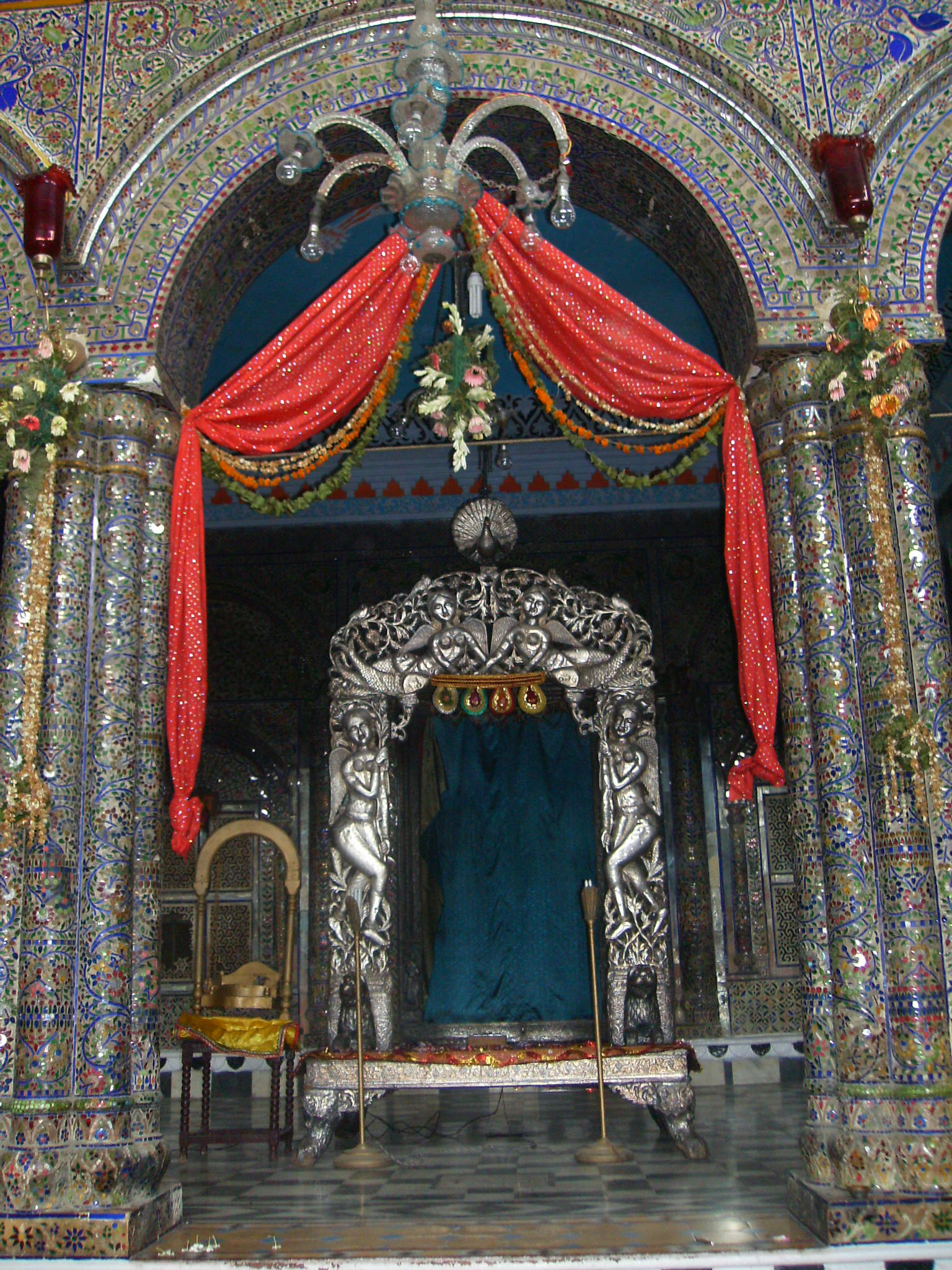
Temple Sri Radha Krishna a Pilibhit
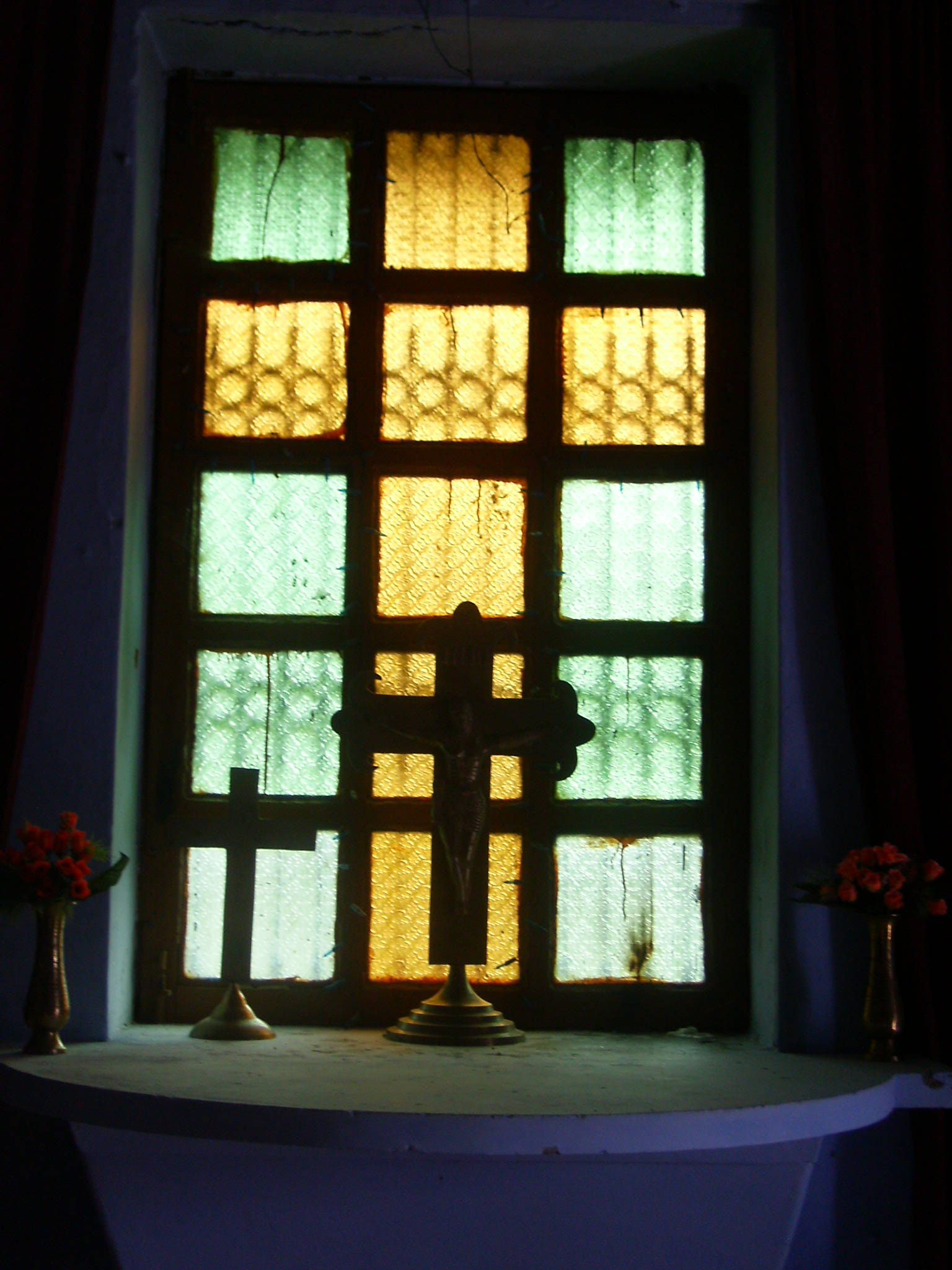
Església metodista de Pilibhit
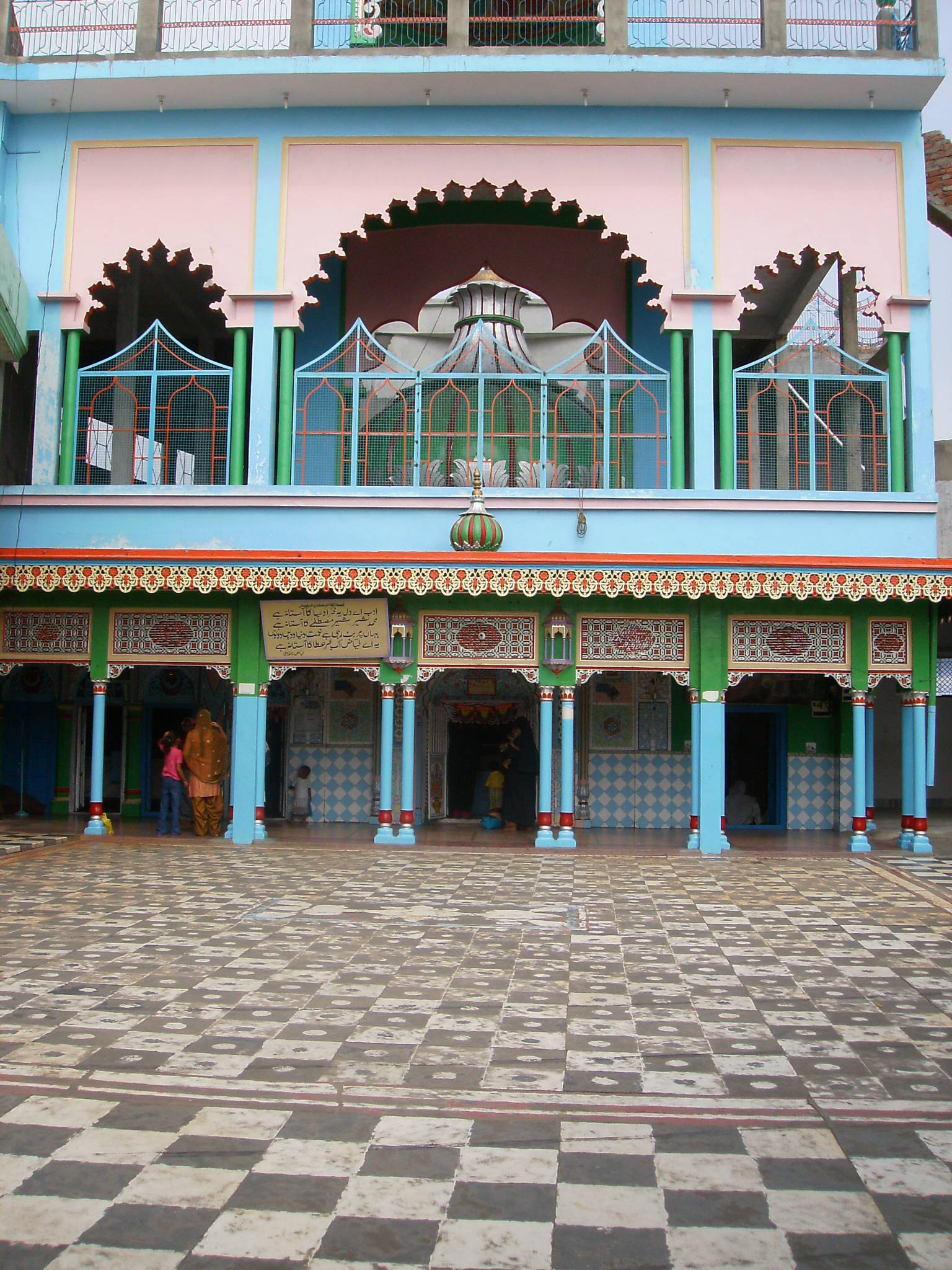
Shah Ji Miyan Dargah
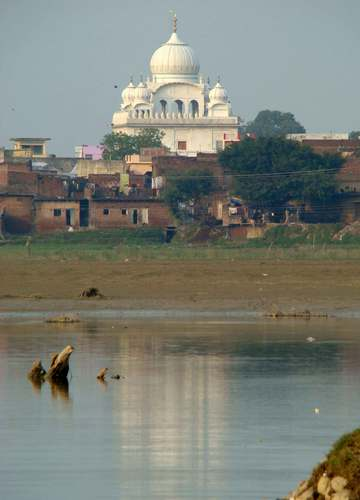
Gurudwara Sri Chhatwi Padshahi a Pilibhit
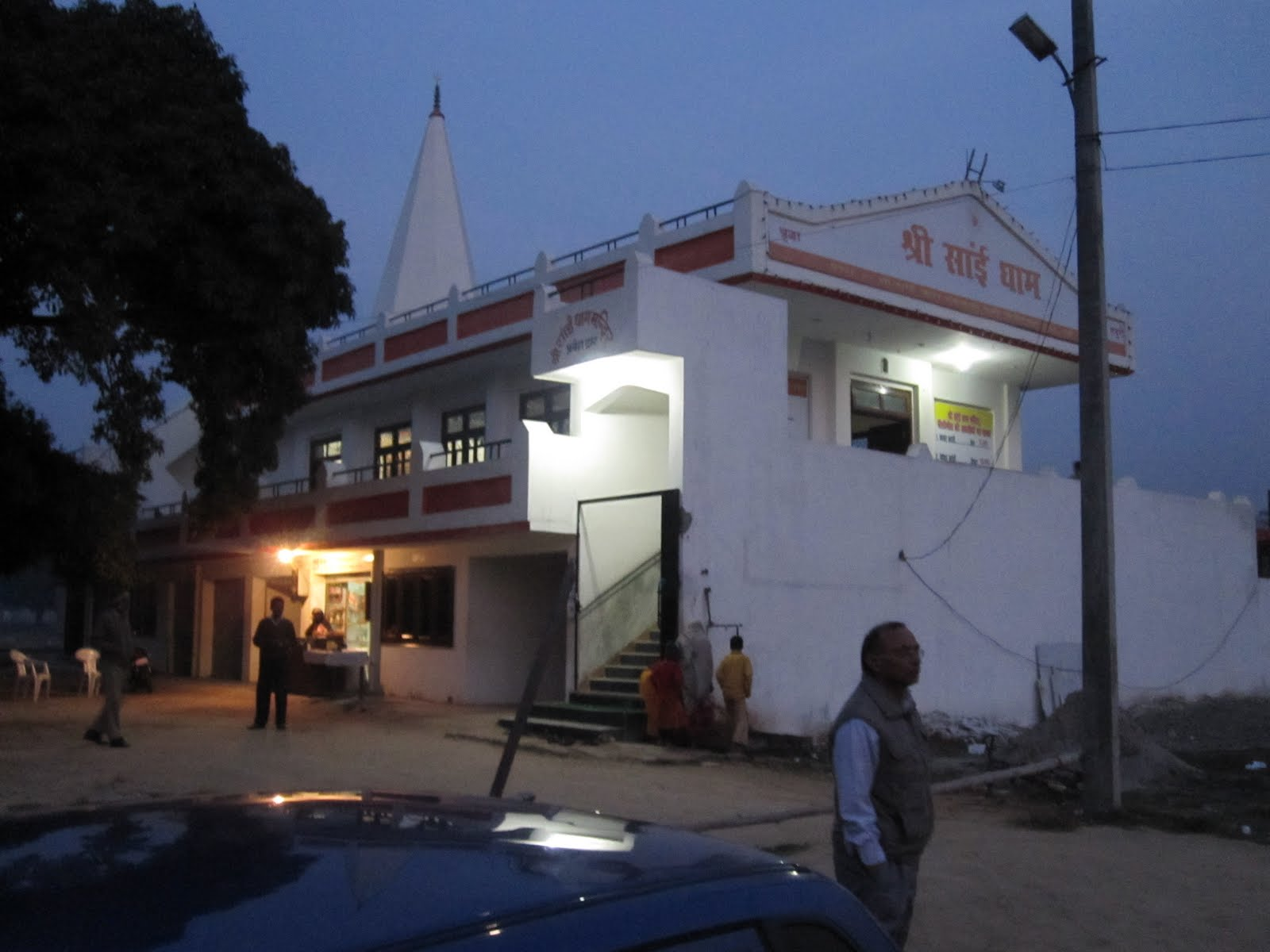
Nou temple de Sai Baba a Pilibhit
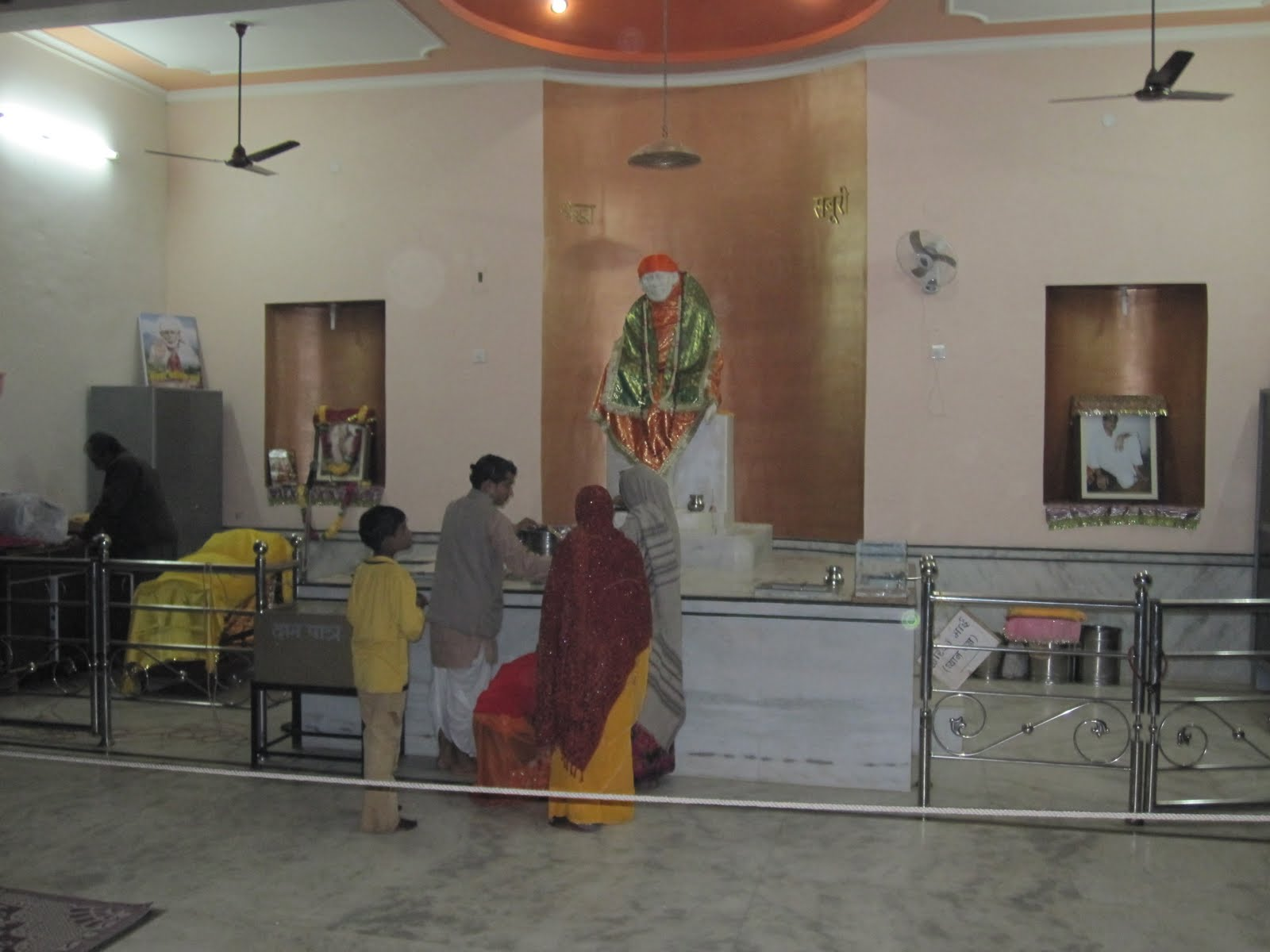
Interior del temple Sai Baba de Pilibhit
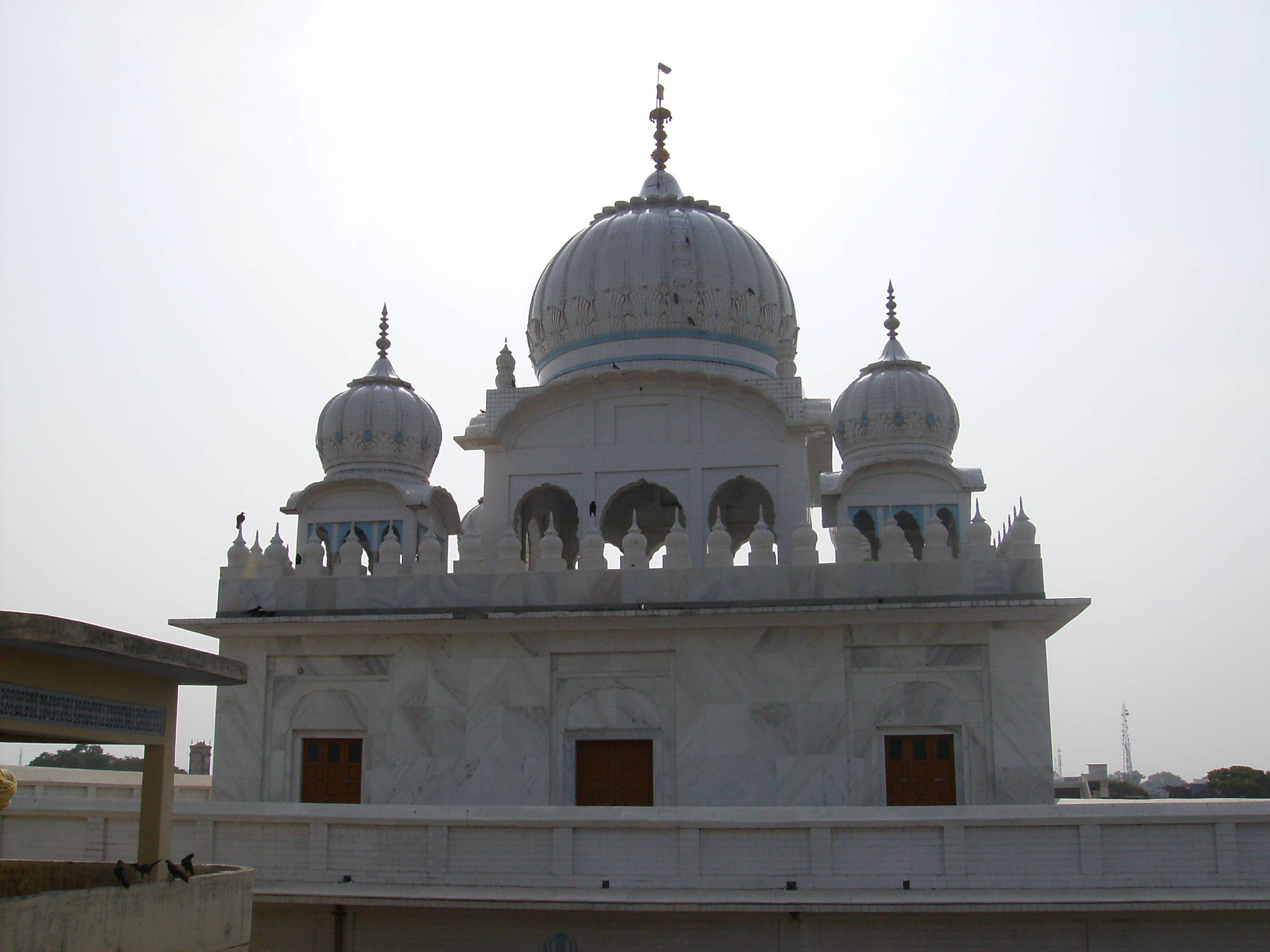
Gurudwara Sri Chattvi Padshahi a Pilibhit
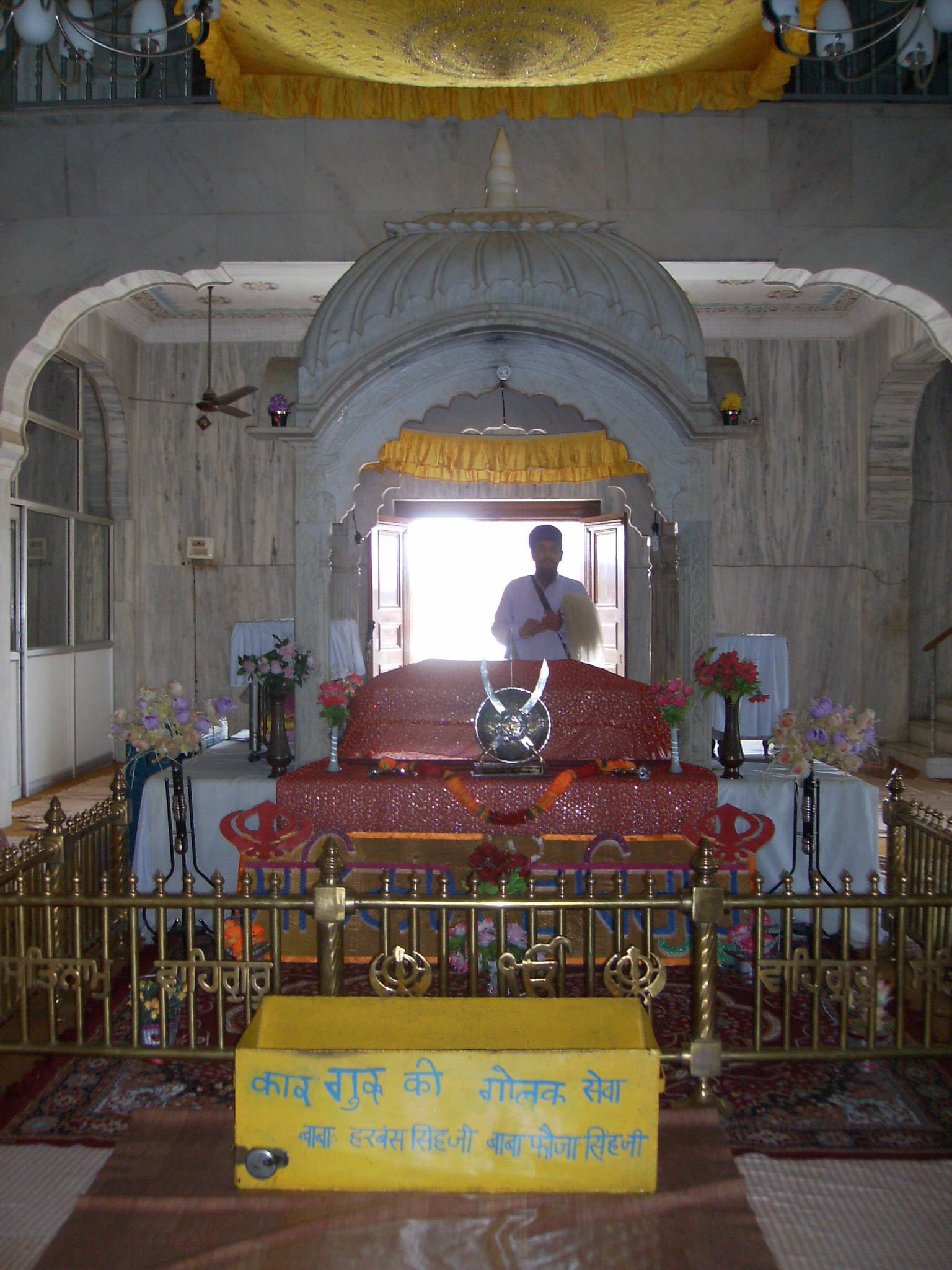
Gurudwara Sri Chattvi Padshahi, interior